# 13-я бригада специального назначения (Южная Корея)
13-я бригада специального назначения (кор. 제13특수임무여단), также известная как «Чёрная пантера» (кор. 흑표) и «Подразделение обезглавливания» (кор. 참수부대), — подразделение специального назначения в составе Командования специальных операций Армии Республики Корея. Основная задача бригады — проведение операций по «обезглавливанию» командования противника.

## История
1 июля 1977 года 13-я бригада специального назначения была создана в Почхоне, провинция Кёнгидо.
20 июля 1982 года бригада была передислоцирована в уезд Чынпхён провинции Северный Чхунчхон.
Подразделение обеспечивало безопасность во время Азиатских игр 1986 года и Олимпийских игр 1988 года.
В декабре 2017 года бригада была реорганизована и получила название «Бригада специальных миссий», а также неофициальное прозвище «Подразделение обезглавливания».
Во время кризиса военного положения в Южной Корее в 2024 году бригада получила приказ подготовиться к операциям в изолированном районе.

## Путаница с Морской мобильной группой быстрого реагирования (Спартан 3000)
4 сентября 2017 года министр обороны Южной Кореи Сон Ён Му объявил о создании «Подразделения обезглавливания», которое должно было быть сформировано к декабрю 2017 года.
Однако некоторые западные СМИ ошибочно сообщили, что подразделение под названием «Спартан 3000» с аналогичной задачей «обезглавливания» будет сформировано к концу 2017 года. На самом деле «Спартан 3000» — это прозвище Морской мобильной группы быстрого реагирования, которая была сформирована ещё в марте 2016 года.
13-я бригада специального назначения была реорганизована в 13-ю бригаду специальных миссий и получила задачу «обезглавливания», направленную против высшего руководителя КНДР Ким Чен Ына, 1 декабря 2017 года.

## Известные бывшие члены
- Ли Сын Ги[16]